# Metternich (Münstermaifeld)
Metternich ist ein Stadtteil von Münstermaifeld im Landkreis Mayen-Koblenz in Rheinland-Pfalz. Bis zur Eingemeindung am 31. Dezember 1975 war Metternich eine eigenständige Gemeinde.

## Geographische Lage
Metternich liegt im Südosten der Stadt Münstermaifeld.

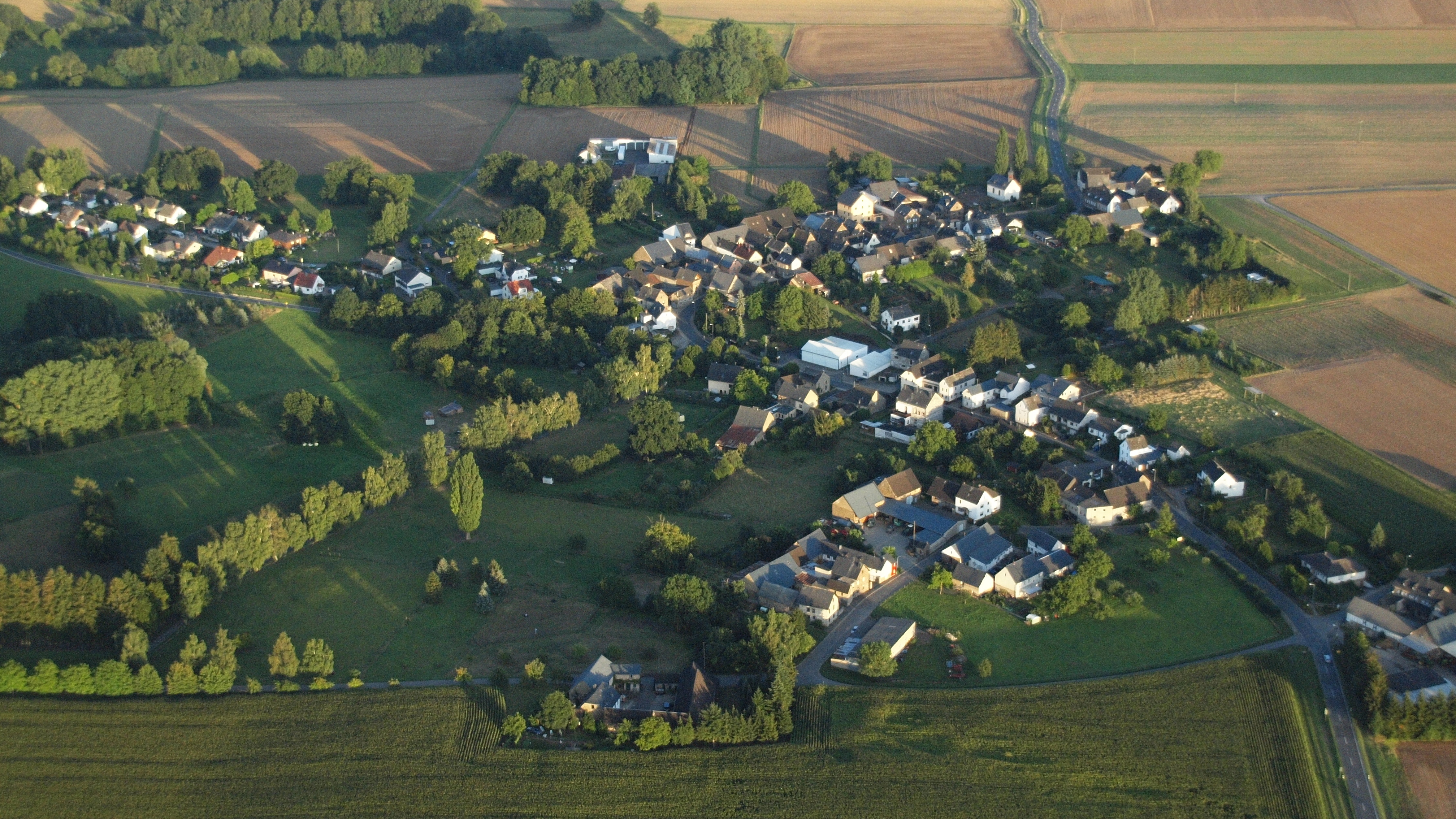
Metternich (Münstermaifeld), Luftaufnahme (2015)

## Geschichte
Metternich wird erstmals 1187 im Zusammenhang mit den Rittern Albero und Hertwin de Mettrico erwähnt. Diese hatten hier ihren Besitz, nach dem sie sich nannten. Um 1280 erscheinen adelige und kirchliche Würdenträger in den Metternicher Quellen. So u. a. der Ritter Hermann von Loef. Auch das Stift Münstermaifeld wird häufig erwähnt. Nach dem kurtrierischen Feuerbuch von 1563 bestand der Ort aus 21 Haushalten. Er gehörte bis zum Ende des Alten Reiches zum Oberamt Münstermaifeld und war auch nach Münstermaifeld gepfarrt. Die Kriminalgerichtsbarkeit wurde von den Haimburgen u. a. von Metternich im Gericht auf dem Bubenheimer Berg ausgeübt. Der Schultheiß des Gerichts saß in Metternich. Weitere Güter/Höfe gehörten um 1650 den Grafen von Eltz, von Kleeberg und dem Kurfürsten von Trier. 1790 hatten die Grafen von der Leyen hier einen Hof.

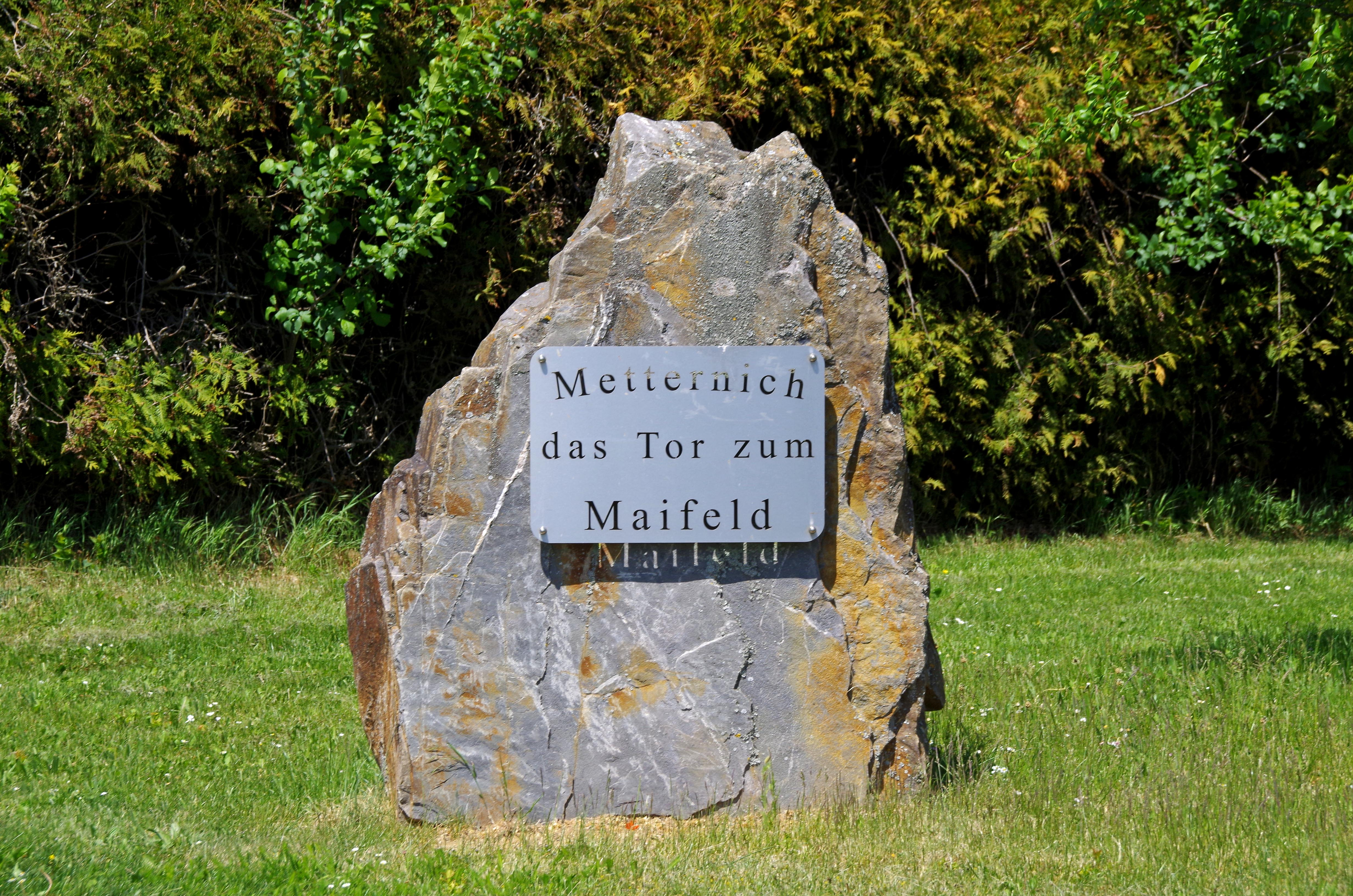
Metternich, Stein bei der Ortseinfahrt

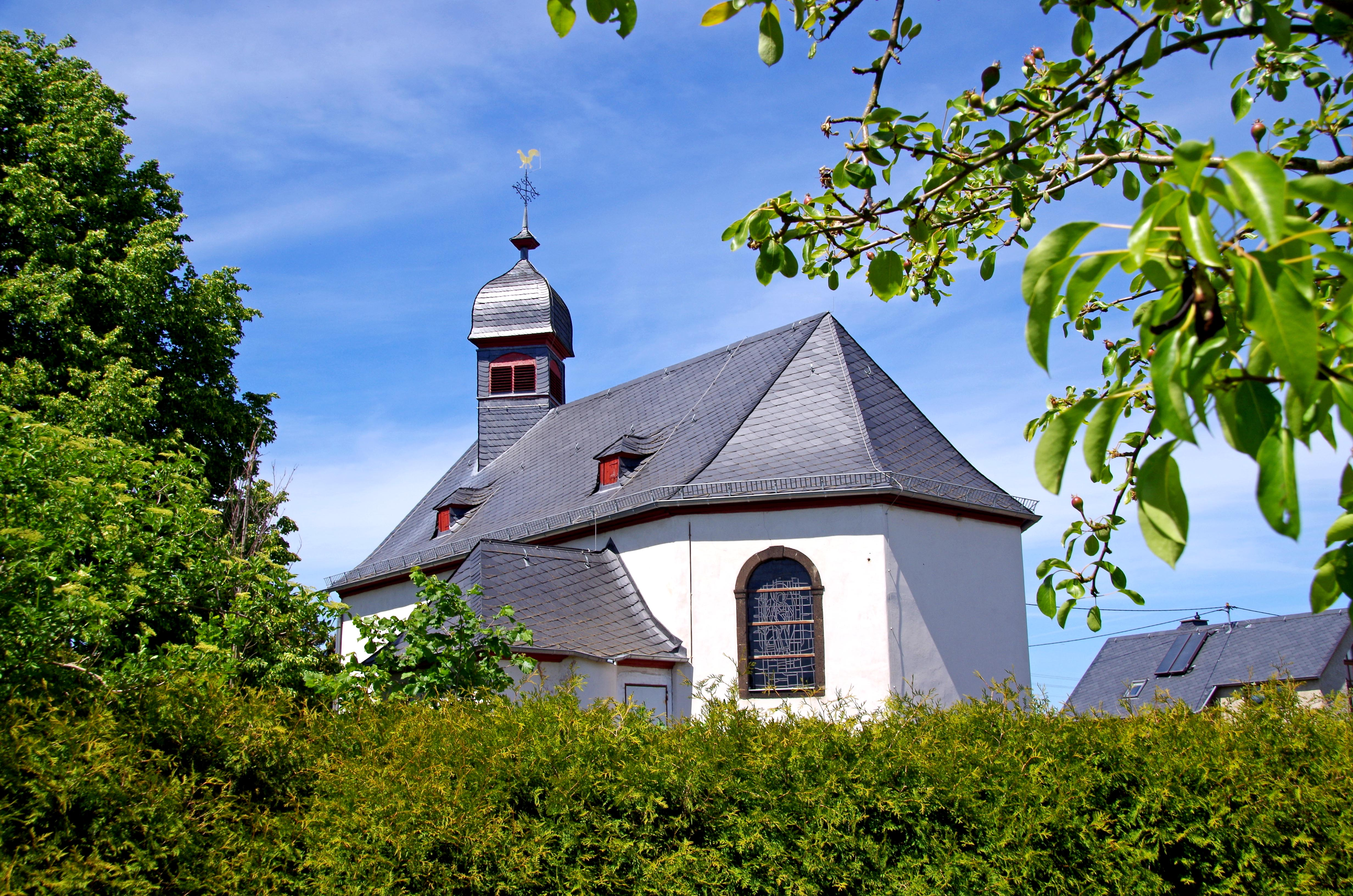
St. Praxedis, Südostansicht

Diese Güter lagen alle im Bereich der heutigen Straße „In der Feils“. Zeitweise war dieses Gebiet mit der Stadt Münstermaifeld verbunden. Er wurde aber 1798 durch die Franzosen mit dem größten Teil des Schrumpftales und dem restlichen Metternicher Gebiet in die eigenständige Gemeinde Metternich eingebunden, die heute ein Stadtteil von Münstermaifeld ist.

## Politik
Der Stadtteil Metternich ist einer von fünf Ortsbezirken, die per Hauptsatzung in Münstermaifeld gebildet wurden. Die Wahl eines Ortsbeirats ist nicht vorgesehen.
Uwe Krause wurde 2014 Ortsvorsteher von Metternich. Bei der Direktwahl am 9. Juni 2024 wurde er als einziger Bewerber mit einem Stimmenanteil von 67,7 % für weitere fünf Jahre in seinem Amt bestätigt.
Krauses Vorgänger als Ortsvorsteher war bis 2014 Werner Feils.

## Sehenswürdigkeiten
- Eifelstraße: Schwengelpumpe, Basaltbecken
- (bei) Eifelstraße 5: Schwengelpumpe, Rheinböllener Hütte, Ende des 19. Jahrhunderts
- (bei) Eifelstraße 10: Wegekreuz, bezeichnet 1668
- Eifelstraße 19: Hofreite; Bruchsteinbau, Krüppelwalmdach, bezeichnet 1833; Gesamtanlage
- Eifelstraße 29: Hofreite; Bruchsteinbau, 19. Jahrhundert; Gesamtanlage
- auf dem Friedhof: Wegekreuz, bezeichnet 1682
- In der Feils: Wegekapelle, Bruchstein, Ende des 19. Jahrhunderts
- (bei) In der Feils 1: Wegekreuz, bezeichnet 1657; Tür, bezeichnet 1756
- (bei) In der Feils 2: Bildstock, Schöpflöffelform, 16. oder 17. Jahrhundert
- Katholische Kapelle St. Praxedis; Saalbau, bezeichnet 1765; Friedhof: Grabkreuze, 17. und 18. Jahrhundert

Gemarkung
- an der K 42 Richtung Mörz: Wegekreuz, Nischentyp, Basalt, bezeichnet 1606
- an der L 113 Richtung Hatzenport: Wegekreuz, bezeichnet 1751
- nördlich von Metternich Richtung Mörz: Wegekreuz, bezeichnet 1598